# Municipio de Menlo
El municipio de Menlo (en inglés: Menlo Township) es un municipio ubicado en el condado de Thomas en el estado estadounidense de Kansas. En el año 2010 tenía una población de 95 habitantes y una densidad poblacional de 0,68 personas por km².

## Geografía
El municipio de Menlo se encuentra ubicado en las coordenadas 39°19′42″N 100°47′13″O / 39.32833, -100.78694. Según la Oficina del Censo de los Estados Unidos, el municipio tiene una superficie total de 140.21 km², de la cual 140,21 km² corresponden a tierra firme y (0 %) 0.01 km² es agua.

## Demografía
Según el censo de 2010, había 95 personas residiendo en el municipio de Menlo. La densidad de población era de 0,68 hab./km². De los 95 habitantes, el municipio de Menlo estaba compuesto por el 97,89 % blancos, el 1,05 % eran amerindios, el 1,05 % eran de otras razas. Del total de la población el 2,11 % eran hispanos o latinos de cualquier raza.